# Juan Carlos Monedero
Juan Carlos Monedero Fernández-Gala (Madrid, 12 de enero de 1963) es un politólogo, político, profesor y presentador español, exdirigente de Podemos. Ha trabajado como asesor de Izquierda Unida y del gobierno venezolano, con Hugo Chávez en la presidencia. Presenta el programa de debate político En la frontera en Canal RED, el canal de televisión por internet y TDT de Pablo Iglesias.

## Biografía

### Orígenes familiares y adolescencia
Es el cuarto hijo de Salvador Monedero, un gijonés nacido en 1932, y de Flora Fernández, una manchega de Vianos (Albacete), quienes en 1955 se establecieron en Madrid, donde tuvieron a sus seis hijos y montaron un bar en la esquina de Romero Robledo con Ferraz.
Estudió primaria y el bachillerato en un colegio religioso, los Sagrados Corazones de Martín de los Heros. Al mismo tiempo, y como el resto de sus hermanos, ayudaba en el negocio familiar, atendiendo en su caso la tienda de ultramarinos sita en la trastienda del bar o repartiendo los pedidos. Con un padre de derechas, el joven Monedero inició su giro a la 
izquierda a los 11 años, cuando un amigo suyo del colegio le contó la detención de su padre, miembro de la antifranquista Unión Militar Democrática.

### Inicios de su carrera universitaria y doctorado
Aunque se matriculó inicialmente en Economía en la Universidad Complutense de Madrid (UCM), se pasó a Ciencias Políticas en 1984. También asistió al Goethe Institut de Madrid.
Entre 1989 y 1992 Monedero hizo sus estudios de doctorado en la Universidad de Heidelberg (Alemania), bajo la dirección del politólogo Klaus von Beyme. 
Desde 1992 es profesor en la Facultad de Ciencias Políticas de la UCM, donde desarrolla parte de su labor investigadora e imparte asignaturas relacionadas con las Instituciones políticas, la Teoría del Estado, América Latina, el sistema político de España y el proceso de mundialización. 
En 1996 leyó su tesis doctoral, Causas de la disolución de la República Democrática Alemana. La ausencia de legitimidad: 1949-1989, en la UCM.

### Asesor de Izquierda Unida (2000-2005)
Además de su tarea docente e investigadora, desempeñó funciones de asesoría política del político español Gaspar Llamazares entre 2000 y 2005, durante su etapa de coordinador general de Izquierda Unida.
En 2003 el Partido Popular (PP) se querelló contra él por ser el promotor y propietario del dominio de Internet noalaguerra.org. El sitio web mostrado en ese dominio, alojado en Nodo50, se centraba en la crítica del PP, entonces al frente del Gobierno de España, por su implicación en el apoyo a la invasión de Irak en 2003 y la posterior Guerra de Irak. El PP consideró que parte de los contenidos constituían injurias y calumnias contra el propio partido y varios dirigentes, con afirmaciones del tipo «cómplices de asesinato» en referencia a los diputados populares que habían dado su apoyo, en votación secreta, a la participación española en la guerra de Irak. La acusación pidió pena de cinco años de cárcel contra Monedero o los desconocidos responsables de la página. En su defensa, Monedero argumentó que se había limitado a financiar la iniciativa de algunos alumnos y que la querella del PP atendía a motivos políticos por implicarse en contra de la guerra en Irak. Tras negarse a dar nombres de alumnos, el PP continuó con la querella. La causa sería sobreseída.[cita requerida]

### Asesor en Hispanoamérica y conferenciante en la Universidad Pontificia Comillas (2005-2010)
Fue asesor entre 2005 y 2010,  en el Ministerio de Planificación o en el Centro Internacional Miranda (donde fue responsable de formación) en Venezuela.
Defendió la Revolución Bolivariana, enmarcada en el Socialismo del Siglo XXI. Sobre Chávez afirmó que, por su lucha contra el neoliberalismo y el esfuerzo en pos de la integración latinoamericana, fue «el último libertador de América Latina», y que el proceso político en América Latina era ejemplo para un mundo que está inmerso en una «crisis sistémica capitalista». Tras la muerte de Chávez valoró el significado de su persona para romper la hegemonía de los Estados Unidos en América Latina y construir un proceso de integración regional, criticando la posición interesada de los medios de comunicación en un intento de «guerra mediática».
Entre los años 2005 y 2010, durante cinco veranos, fue también profesor visitante en la Universidad Iberoamericana Puebla, impartiendo seminarios de Análisis Político.
En 2008 empezó a colaborar como conferenciante en el máster universitario en Cooperación Internacional al Desarrollo de la Universidad Pontificia Comillas, en el que ya no participa.
En 2010 asesoró a varios gobiernos de América Latina sobre la implantación de una moneda única.

### Salto a los medios de comunicación y 15-M (2011-2013)
En 2011 empezó a colaborar en los programas de debate político La Tuerka de Tele K y Fort Apache, presentados por Pablo Iglesias. Posteriormente, participó en programas de los grandes canales nacionales, como Las mañanas de Cuatro y Al rojo vivo de La Sexta.
Se le consideró próximo al movimiento 15-M y algunos medios le calificaron como «ideólogo» del mismo, aunque él sostenía que a nadie se le puede atribuir tal condición. Ha opinado, sobre el movimiento político y social del 15-M, que «es lo mejor que le ha pasado a la democracia».

### Dirigente de Podemos (2014-2015)
Desde enero de 2014, forma parte del partido político Podemos, dentro del cual estaría en colaboración con Luis Alegre, Carolina Bescansa, Íñigo Errejón o Pablo Iglesias. En noviembre de ese año fue elegido miembro de su Consejo Ciudadano Estatal, siendo designado secretario de Proceso Constituyente y Programa.
El 27 de enero de 2015 el ministro Cristóbal Montoro de la Hacienda española junto a la Universidad Complutense de Madrid inició investigaciones contra él por su declaración de la renta relacionada con sus servicios de asesoría a los gobiernos de Venezuela, Bolivia, Ecuador y Nicaragua realizados en 2010 para la creación de una unidad monetaria en Latinoamérica, por los cuales habría percibido 425 000 euros. Hoy se sabe que estas acusaciones falsas surgieron en el marco de la trama de corrupción conocida como el caso Montoro. Inmediatamente presentó una declaración complementaria de su renta como persona física, ya que en 2013 había creado la empresa Caja de Resistencia Motiva 2, sin empleados ni estructura organizativa, para facturar el dinero obtenido en estos trabajos, declarando su renta mediante el impuesto sobre sociedades. En 2022 se dieron a conocer varios audios involucrando el excomisario José Manuel Villarejo, condenado por corrupción, y dos importantes empresarios de medios españoles, Antonio García Ferreras y Mauricio Casals, en los que conspiraban para perjudicar a Monedero y otros dirigentes políticos, en los que se llega a afirmar que «Nosotros "matamos" a Monedero» y que «podemos estalla». Luego de difundidos los audios, Monedero anunció que demandaría al Partido Popular y al excomisario Villarejo.
El 28 de enero de 2015 el diario El País le acusó de falsear la mayor parte de su currículo académico, de lo que el propio diario se retractó el 1 de febrero. El 30 de abril de 2015 anunció su dimisión de la dirección de Podemos, tras reclamar una vuelta a sus orígenes de este partido político —que situaba en el Movimiento 15-M— frente a las reglas del ámbito institucional.

### Presentador de «En la frontera» (2018- )
Desde enero de 2018, Juan Carlos Monedero presenta «En la frontera» en Público TV, un programa con formato de «late night» que incluye entrevistas y debate político.

### Valoración
La obra del cofundador de Podemos ha motivado valoraciones de diversa índole por parte de periodistas y tertulianos. Además, algunas entidades, como Asociación Pro Justicia Siglo XXI y Manos Limpias, han presentado querellas porpresunto  fraude fiscal, que finalmente han sido archivadas por la justicia, pues Monedero había reconocido su deuda antes de que se presentaran.

### Nombramiento
La formación Podemos, en agradecimiento a sus contribuciones, ha nombrado a Juan Carlos Monedero, en sustitución de Federico Severino Vitantonio, nuevo director del Instituto 25 de Mayo (I25M), la fundación vinculada a esa formación cuyo fin es el análisis, la formación y la creación política y cultural. Siendo además el instituto el coordinador de la 'Escuela de cargos públicos', dirigida a cargos de Podemos.

### Acusaciones de agresión sexual
En febrero de 2025 salieron a la luz varios testimonios y acusaciones contra Monedero por presuntas agresiones sexuales, entre ellos un presunto caso ocurrido en 2016 con una militante de Podemos y otro con una alumna de la Universidad Complutense de Madrid. En mayo de ese año la Fiscalía archivó la denuncia interpuesta por el colectivo Xuntos por Galicia contra Monedero, al no haber denunciado los hechos las posibles víctimas y considerar el Ministerio Público que «no concurren en este momento elementos indiciarios sobre una petición tácita o expresa de actos de naturaleza sexual». Apenas unos días después la Fiscalía de Madrid archivaba otra denuncia de la Universidad Complutense al considerar que los hechos «no tienen la entidad suficiente para considerarlos como un trato degradante y atentado grave contra la integridad moral de las alumnas».

## Compromiso político
Monedero viajó para participar cómo observador internacional de las elecciones presidenciales de Venezuela de 2024. quien tras unas elecciones polémicas,  Monedero criticó a la oposición acusándola de golpista  y aseguró que las elecciones habían sido pacíficas.
En enero de 2025 ofreció una conferencia magistral sobre derechos humanos en El Helicoide, en Caracas, uno de los mayores centros de tortura de América.

## Publicaciones
Libros
- Monedero, Juan Carlos (1992). El retorno a Europa. De la perestroika al Tratado de Maastricht. Madrid: Complutense. p. 429. ISBN 8474914469.
- Monedero, Juan Carlos; Paniagua Soto, Juan Luis (1999). En torno a la democracia en España. Problemas pendientes del sistema político español. Madrid: Tecnos. p. 501. ISBN 8430933573.
- Monedero, Juan Carlos (2000). Informe sobre la implantación del euro en España. European University Institute: Badia Fiesolana.
- Monedero, Juan Carlos (2003). Cansancio del Leviatán: Problemas políticos en la mundialización. Madrid: Trotta. ISBN 8481646253.
- Monedero, Juan Carlos (2005). La Constitución destituyente de Europa: Claves para otro debate constitucional. Madrid: La Catarata. p. 160. ISBN 9788483192146.
- Monedero, Juan Carlos; El Troudi, Haiman (2006). Empresas de Producción Social. Instrumento para el socialismo del siglo XXI. Caracas. p. 238. ISBN 9801220252.
- Monedero, Juan Carlos (2009). Disfraces del Leviatán: El papel del estado en la globalización neoliberal. Madrid: Akal. p. 288. ISBN 9788446031307.
- Monedero, Juan Carlos (2009). Claves para un mundo en transición. Crítica y reconstrucción de la política. Madrid: Cyan. p. 74. ISBN 9788481988031.
- Monedero, Juan Carlos (2009). El gobierno de las palabras. Madrid: Fondo de Cultura Económica de España, S.L. p. 350. ISBN 9788437506548.
- Iglesias Turrión, Pablo; Monedero, Juan Carlos (2011). ¡Que no nos representan!: El debate sobre el sistema electoral español. Madrid: Popular. p. 127. ISBN 9788478845156.
- Monedero, Juan Carlos (2011). La rebelión de los indignados. Madrid: Rompeolas. p. 104. ISBN 9788478844975.
- Monedero, Juan Carlos (2011). La transición contada a nuestros padres. Madrid: La Catarata. p. 232. ISBN 9788483195857.
- Monedero, Juan Carlos (2012). Dormíamos y despertamos. El 15M y la reinvención de la democracia. Madrid: Nueva Utopía. ISBN 8496146596.
- Monedero, Juan Carlos (2013). Curso urgente de política para gente decente. Madrid: Seix Barral. pp. 246. ISBN 9788432220814.
- Anguita, Julio; Monedero, Juan Carlos (2013). Conversaciones entre Julio Anguita y Juan Carlos Monedero. Más Madera a dos voces. Madrid: Icaria. p. 120. ISBN 9788498885286.
- Monedero, Juan Carlos (2018). Los nuevos disfraces del Leviatán. Madrid: Akal. p. 352. ISBN 9788446045151.
- Monedero, Juan Carlos (2024). Política para indiferentes. Madrid: Fondo de Cultura Económica de España, S.L. p. 572. ISBN 9788437508320.

Libros relacionados de otros autores
- Lobo Leyder, Ramón (2015). Conversación con Juan Carlos Monedero. Madrid: Turpial. p. 256. ISBN 9788495157799.[60]

Prensa
Ha sido columnista en periódicos como el diario Público, articulista ocasional en El País y en la actualidad colabora en el periódico La Marea, en CuartoPoder y en su blog personal.
Desde enero de 2018 presenta el programa «En la frontera» de Público TV. 
Artículos
- Podemos: Una nueva fuerza política en España, Juan Carlos Monedero, Ola Financiera No.22, septiembre - diciembre de 2015